# Araeoncus discedens
Araeoncus discedens är en spindelart som först beskrevs av Simon 1881.  Araeoncus discedens ingår i släktet Araeoncus och familjen täckvävarspindlar. Inga underarter finns listade i Catalogue of Life.